# 板橋かずゆき
板橋 かずゆき（いたばし かずゆき、1970年（昭和45年）2月9日 - ）は、青森県むつ市出身の盲目のシンガーソングライター、ギタリスト、ヴォーカリスト。個人事務所、板橋かずゆきオフィス所属タレント。THEオリオンのメンバー。愛称は「板ちゃん」、「かずちゃん」

## 人物
身長は170cm、AB型。好きな食べ物はぶどう、枝豆、ウインナー、焼肉、ラーメン、そばなど。
好きな飲み物は赤ワイン、ビール。イタリアンレストランサイゼリヤが大好きでメニューをほぼ暗記している。
野球やサッカー観戦（テレビやラジオなどの音声解説での観戦）が趣味。自身はグランドソフトボール（盲人野球）をしていた経験もあり、過去には青森県代表で全国大会に出場し2度優勝をしている。
特技として点字早打ち。学生時代には点字競技会で日本一になったこともある。他にもどこでも寝れることが特技。
鍼師、灸師、アンマ、マッサージ指圧師免許所持。

## 経歴
- 2001年9月11日 アメリカ同時多発テロをきっかけにそれまで勤めていた五所川原市の病院を退職し、シンガーソングライターの道に進む。
- 2011年8月 八戸学院光星高校、甲子園応援歌として「だいじょうぶ」[1]がアルプススタンドで初演奏される。
- 2013年3月 右目の緑内障手術で活動休止。
- 2013年7月 活動再開。各地でライブ、講演会を行う。
- 2016年 元気むつ市応援プロデューサーに就任。
- 2016年8月 ピアニスト原洋一、コーラス井手真理とコーラスユニットTHEオリオン[2]を結成。
- 2016年9月17日 川中美幸の美幸一座に介入。
- 2017年2月22日 演歌歌手川中美幸のシングルCD「津軽さくら物語」発売。作曲家としてデビュー。[3][4]
- 2018年10月21日 秋田市雄和よりみちフェスにてテーマソング発表。雄和よりみちフェス広報大使に就任。
- 2019年6月13日　日刊スポーツ 派遣講師ナビページの講師として紹介。
- 2019年8月25日　ミュージシャン近藤金吾と期間限定ユニット「じゅず」を結成。
- 2019年10月2日　演歌歌手川中美幸のアルバム「おかあちゃんへ～少しサヨナラ～」に収録の「少しサヨナラ」を提供。[5]
- 2019年11月1日　全日本音楽著作家協会音楽祭にて板橋かずゆき作曲（作詞　蔵之助）の「ほろ酔い月」が入選。
- 2020年2月29日　いしかわ観光特使に任命される。
- 2020年7月1日　東京都企画「アートにエールを」に板橋かずゆき作詞作曲「君に会いたい」が採用。
- 2020年8月1日　新型コロナウイルスの影響により当面の間有人コンサート、講演会を休止。
- 2021年2月2日　デーリー東北新聞社の「ふみづくえ」ページにて板橋かずゆきのエッセイが連載開始。(2022年3月9日迄)
- 2021年4月4日　板橋かずゆきの楽曲が各サブスクサイトにて配信開始。
- 2021年10月25日　活動再開。有人のライブ、講演会の開催を開始。

## 音楽

### シングル
- うまいして!大湊海軍コロッケ（ 2011年2月16日発表 下北半島ご当地グルメ大湊海軍コロッケPRソング/板橋かずゆき）[6]
- だいじょうぶ （2010年3月27日発売/板橋かずゆき）[7]
- 華 （2018年10月14日発売/THEオリオン）[8]
- DEAR MY FRIEND（2011年5月1日発売/A+フレンズ[9]） 東日本大震災チャリティーソング[10]
- 灯りを灯そう(2019年6月2日発売/板橋かずゆき)[11]

### アルバム
- 守りたい人生がある （2011年9月25日発売/板橋かずゆき）[12]
- 幸せの扉 （2014年9月26日発売/板橋かずゆき）[13]
- キセキ（2018年10月14日発売/THEオリオン）[14]
- 俺のバラード（2019年5月6日発売/板橋かずゆき）[15]
- Way of Life（2020年2月9日発売/板橋かずゆき）[16]
- MADE IN （2020年7月7日発売/板橋かずゆき）

## DVD
- ライブDVD「Share With Tour 2010」～大切な贈り物～（2010年10月16日）[17]
- ライブDVD「THEオリオンコンサート～Way of Life～」 (2020年3月4日 限定発売)

### その他音楽作品
- CDビジュアルブック光（HIKARI） （2016年5月8日発売/板橋かずゆき）[18]
- Yu-Walk（ユーウォーク）　（2019年10月19日発売/板橋かずゆき）[19]

## 楽曲提供作品
- 津軽さくら物語 （2017年2月22日発売/川中美幸）[20]
- 北の終着駅 （2018年10月3日発売/金澤未咲）[21]
- 空　（2019年7月7日発売/若渚）[22]
- 少しサヨナラ　（2019年10月2日発売/川中美幸）[5]

## 出演

### ラジオ
- RAB耳の新聞（2002年9月15日 -） 青森放送ラジオ。パーソナリティ（2ヶ月に1度担当）
- 板橋かずゆきミュージックベジタブル（2009年4月2日 -）FMむつ。週1回放送
- NHKラジオ深夜便「明日へのことば」（2010年10月30日 放送）
- 新春スペシャルドラマ「ブラインド探偵（アイ）見えない力 白球の真実」（2017年1月1日）[23]。声優出演、柴田役。テーマ曲「ONE FOR ALL , ALL FOR ONE」も担当
- NHKラジオ深夜便（2018年4月24日 放送）
- NHK視覚障害ナビラジオ「ともに"華"を咲かそう」（2019年4月21日（日）[ラジオ第2] 午後7時30分～8時00分 放送）
- ニッポン放送「上柳昌彦のあさぼらけ」（2020年3月25日 放送）　内の水曜日の「あけの語りびと」で板橋かずゆきのストーリーと楽曲「ブラインドマン2020」が紹介。

### テレビ
- TV朝日系「日曜のマゼラン」出演。(2005年3月20日　放送)
- 24時間テレビ青森 出演。(2005年8月28日　放送)
- 24時間テレビ青森 出演。(2007年8月19日　放送)
- BS日テレ ドキュメント番組「キズナのチカラ」出演。(2010年6月4日　放送)
- NHK仙台「ひるはぴ」シンガーソングライター板橋かずゆきとして出演。（2016年5月9日 放送）
- TOKAIケーブルネットワークの音楽番組「MUSIC PARTY」シンガーソングライター板橋かずゆきとして出演。（2019年2月1日 放送）
- BS12トゥエルビ「山岸信美のミュージック倶楽部」板橋かずゆきのネバーギブアップ！強く生きるコーナー。（2022年2月5日～4月23日迄放送）

## イベント・コンサート
- 2005年5月 第二回ゴールドコンサートで歌唱賞を受賞。
- 2006年12月 青森県平川市文化センターホールで700人規模のコンサートを開催。
- 2007年6月6日 株式会社リンクモア（旧：青森冠婚葬祭互助会）での平安閣本館にてコンサートを開催。
- 2010年5月22日 青森市県民福祉プラザホールにてCD発売記念コンサートを開催。
- 2011年5月1日 東日本大震災チャリティーソング「DEAR MY FRIEND」発売記念チャリティーコンサートを十和田市現代美術館にて開催。
- 2011年10月1日 むつ市来まい館にてアルバム発売記念コンサート開催。
- 2011年11月-12年にかけて、元オフコース大間ジロー、清水仁、十和田市在住シンガーソングライター桜田マコトらと東北復興応援ライブ～PRAY FOR JAPAN 2011 TOUR～を全国で開催。
- 2012年10月9日 東京武蔵村山市「謝々 祭」で東京初のソロコンサートを開催。
- 2012年12月2日 東京武蔵村山市「謝々 祭」でアンコールソロコンサートを開催。
- 2014年10月5日 青森県むつ市下北文化会館大ホールにてCD発売記念コンサートを開催。1200人を動員。各地で記念コンサートを開催。
- 2015年4月14日 東京渋谷の演歌歌手川中美幸が経営するライブバー「まいどおおきに」にて初ライブ。
- 2015年5月31日 東京武蔵村山市さくらホールにて、盲目のギタリスト服部こうじをゲストに迎えホールコンサートを開催。
- 2015年6月13日 川中美幸が経営するライブバー「まいどおおきに」にて津軽さくら物語プレゼンライブ開催。
- 2015年7月4日 青森県五所川原市オルテンシアにて十和田市在住シンガーソングライター桜田マコトを迎えホールコンサート開催。
- 2015年11月2日 川中美幸と初のジョイントライブ開催。川中美幸ナレーションによる、「板橋かずゆき物語」がスタート。初めて津軽さくら物語を川中美幸が歌唱。
- 2015年12月20日 青森市文化観光交流施設 ねぶたの家 ワ・ラッセにてCMソングの女王ミネハハと母に捧げるチャリティコンサートにてジョイントライブ開催。
- 2016年1月9日 渋谷の川中美幸経営ライブバーにて実験ライブ開始。
- 2016年2月6日 渋谷にて川中美幸とジョイントライブVol.2開催。
- 2016年3月 ジオパーク認定応援ライブをむつ市で開催。売上金を下北の子供たちのジオパーク教育に寄付。
- 2016年3月12日 東北応援ライブを渋谷で開催。元オフコース大間ジローと共演。
- 2016年3月19日 岡山県百花プラザホームにて点字ブロック守ろうコンサートを開催。
- 2016年6月5日 渋谷にて川中美幸とジョイントライブVol.3開催。
- 2016年8月6日 THEオリオン誕生ライブを渋谷の川中美幸の経営するライブバーで開催。
- 2016年10月30日 渋谷にて川中美幸とジョイントライブVol.4開催。
- 2016年11月9日 東京武蔵村山市さくらホールにて、北多摩西部消防署主催防災トーク＆ライブショーに出演。
- 2017年1月29日 東京武蔵村山市さくらホールにてTHEオリオンホールコンサートを開催。
- 2017年3月 「津軽さくら物語」発売記念ライブを各地で開催。
- 2017年4月29日 青森県弘前市民会館にて、「川中美幸～津軽さくら物語～コンサート」にゲスト出演。[24][25]
- 2017年 「津軽さくら物語」発売以降各所でCD発売記念コンサート開催。
- 2017年7月7日 東京武蔵村山市「謝々 祭」でTHEオリオン七夕ライブ開催。
- 2017年9月29日 THEオリオン1周年記念ライブを川中美幸の経営するライブバーで開催。
- 2017年10月21日 下北文化会館にて第二田名部小学校七十周年記念！ありがとうコンサート開催。
- 2017年10月29日 むつプラザホテルにて金澤未咲チャリティーディナーショーにゲスト出演。
- 2017年11月24日 新潟県亀田市民会館にてTHEオリオンライブ開催。
- 2017年12月16日 群馬県太田市の八王子農園にてTHEオリオンクリスマスディナーショー開催。
- 2018年5月20日 ゲストに川中美幸を迎えTHEオリオンライブを川中美幸の経営するライブバーで開催。
- 2018年7月29日 東京武蔵村山市「謝々 祭」で板橋かずゆきと全盲の歌姫上田若渚とジョイントライブ開催。
- 2018年8月4日 愛知県豊田市高橋コミュニティセンターにて板橋かずゆきと全盲の歌姫上田若渚とジョイントライブ開催。
- 2018年8月26日 株式会社リンクモア（旧：青森冠婚葬祭互助会）にて越塚勇人の気持ちの授業＆板橋かずゆきミニライブ開催。
- 2018年9月2日 東京武蔵村山市「謝々 祭」で西日本豪雨災害 岡山県応援企画チャリティーライブを開催。売上金を復興支援へ寄付。
- 2018年10月14日 青森県五所川原市オルテンシアにてTHEオリオンCD発売記念コンサート開催。
- 2018年10月28日 むつプラザホテルにて金澤未咲チャリティーディナーショーにTHEオリオンでゲスト出演。
- 2018年11月25日 東京武蔵村山市さくらホールにてTHEオリオンCD発売記念コンサート開催。
- 2019年2月9日　渋谷にて板橋かずゆきバースデーライブをTHEオリオンで開催。川中美幸をゲストに招く。
- 2019年3月9日　千葉県流山市の流山文化会館で行われた福祉啓発イベントで川中美幸と共演。
- 2019年6月8日　青森県五所川原市吉幾三ミュージアムにてリニューアルオープン記念ライブを開催。
- 2019年6月9日　青森県むつ市来さまい館にて「灯りを灯そう」CD発売記念コンサートをむつ商工会議所主催で開催。
- 2019年8月25日　ミュージシャン近藤金吾と共演。期間限定ユニット「じゅず」結成ライブとなる。
- 2019年9月14日　渋谷にてTHEオリオン3周年記念ライブを開催。
- 2019年12月1日秋田県秋田市けやきシアターホールで１５周年記念ライブをTHEオリオンで開催。アルバムWay of Lifeの先行発売を行う。

※中、小規模ライブ等省略。